# Il principe e il povero
Il principe e il povero è un romanzo scritto nel 1881 da Mark Twain.

## Trama

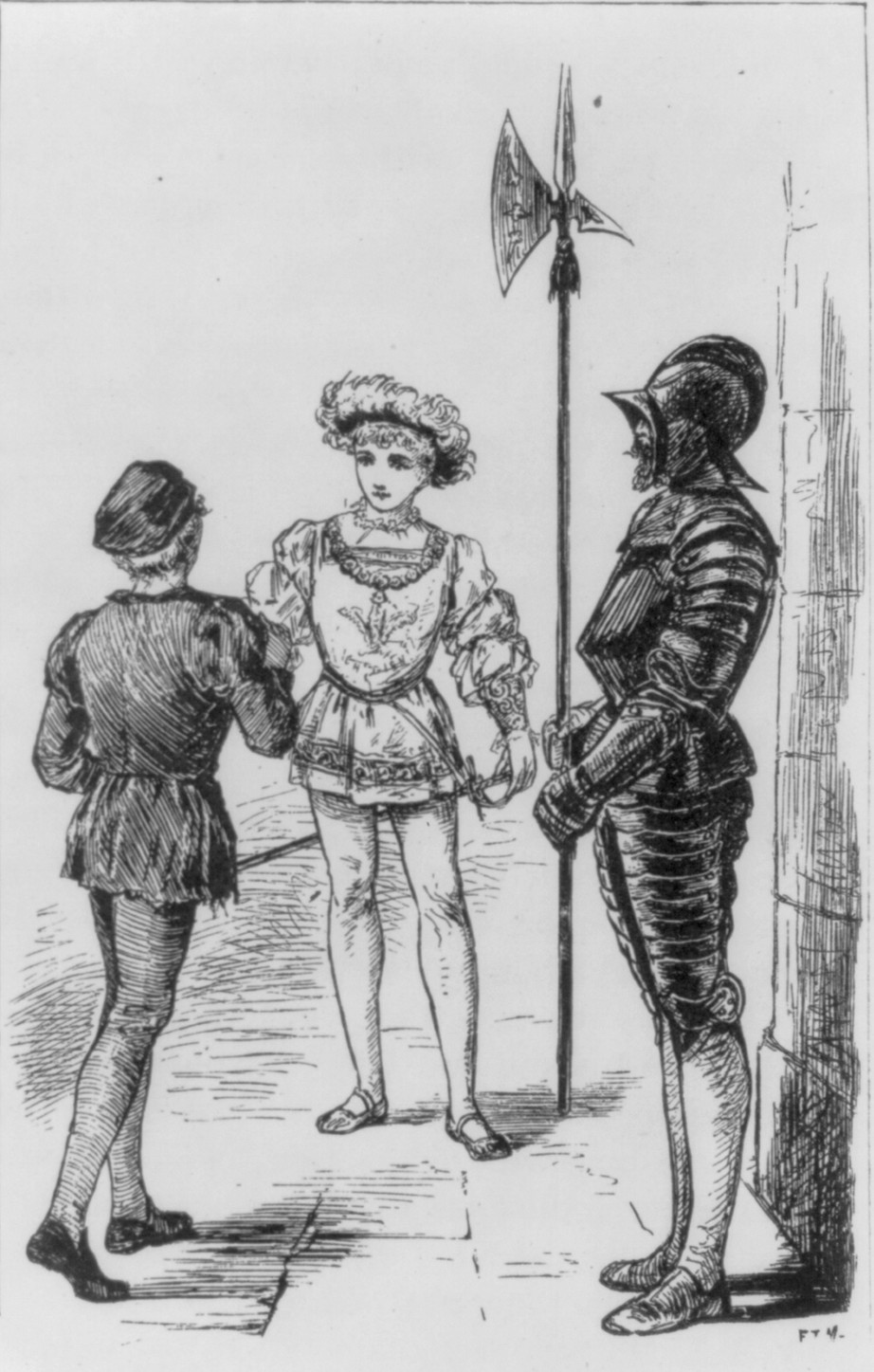
Il principe incontra il povero

Londra, XVI secolo. Nello stesso giorno nascono due bambini dalle condizioni opposte: il primo è Edward Tudor, figlio del re Enrico VIII, il secondo è Tom Canty, figlio di un criminale e destinato a una vita povera e misera. Cresciuti, i due si incontrano e, entrambi stanchi della loro vita, trovandosi molto simili nell'aspetto fisico si scambiano i "ruoli": per un brevissimo periodo Tom sarà il principe ed Edward il povero.
Tutto si complica quando Edward viene costretto a unirsi a dei criminali e rischia più volte la vita, finendo anche in prigione; Enrico VIII muore e Tom è costretto a essere incoronato re d'Inghilterra. Dopo una serie di avventure, Edward riuscirà a riprendersi il trono grazie all'aiuto di un cavaliere che lo aveva accolto, Miles Hendon, e Tom e la sua famiglia diventeranno i protetti del re e usciranno dalla loro difficoltà economica e dal loro squallore.

## Personaggi
- Principe Edward: futuro re d'Inghilterra.
- Thomas "Tom" Canty: è un ragazzo dolce e intelligente
- Sir Miles Hendon: cavaliere errante, non ha né casa né famiglia a causa delle macchinazioni del fratello che lo fece espellere. È un gentiluomo coraggioso e simpatico ed è anche molto affezionato a Edward.
- John Canty: padre di Tom. È un uomo volgare, violento e malvagio nonché un assassino.
- Conte di Hertford: zio e tutore di Edward nonché amico del re Enrico
- Elizabeth: sorella di Edward, è una ragazza bella, posata ed estremamente intelligente e molto gentile nei confronti del principe. In lei Tom trova un'amica e consigliera, e forse anche l'amore.
- Jane: giovane cugina di Edward è carina, dolce e amabile ma non molto sveglia
- Signora Canty: moglie di John Canty e madre di Tom, Nan e Bet. È una donna infelice e distrutta dai maltrattamenti del marito e dalla miseria in cui vive.
- Hugo: braccio destro di John Canty. È un giovane crudele e avido e odia follemente Edward
- Nan e Bet Canty: sono le sorelle maggiori di Tom e sono entrambe buone e semplici ma come la madre disperate.
- Re Henry VIII: è il re d'Inghilterra, è ritenuto da tutti feroce e sanguinario ma ad Edward si rivolge in modo affettuoso.
- Padre Andrew: aiuta Tom Canty istruendolo e difendendolo dalla violenza del padre e della nonna. È lui che, facendogli leggere libri sui nobili, fa crescere nel ragazzo il desiderio di incontrare un vero principe. Muore ucciso per sbaglio dal padre di Tom, perché voleva impedirgli di picchiare il figlio ( in realtà scambiatosi già d’identità con Edward).

## Il tema del romanzo
Il tema affrontato nel libro è quello di come la vita di ogni ragazzo sia condizionata dall'ambiente e dalla famiglia in cui viene al mondo.
Tom Canty che pure è pieno di buona volontà, tanto che riesce a farsi un po' di cultura andando a lezione da un anziano sacerdote, è comunque condizionato dalla povertà della sua famiglia e dal fatto che il padre è un ladro.
Il suo gesto di lealtà nei confronti del principe viene ricompensato con la nomina a guardia reale.
Il principe è costretto dai consiglieri di corte ad una vita di studio intenso, a seguire giornalmente lezioni di scherma... insomma a fare tutto quello che, a corte, era ritenuto importante per un sovrano. Egli si trova a vivere un'esperienza alla quale non è certo preparato. Ma poter verificare di persona quali siano le vere condizioni in cui vive la povera gente è sempre, per coloro che devono governare, una conoscenza utile per prendere decisioni che siano giuste e non danneggino i più poveri.

## Adattamenti teatrali, musicali, cinematografici
Dal romanzo sono stati tratti (o sono stati ispirati) i seguenti spettacoli:
- The Prince and the Pauper, spettacolo teatrale di Abby Sage Richardson basato sul racconto di Twain (New York, Broadway Theatre; 1890). Nel doppio ruolo di protagonista (maschile) è Elsie Leslie, bambina prodigio del teatro americano di fine Ottocento che a 9 anni era già una star di Broadway. A presentarla sulla scena la sera della prima è lo stesso Mark Twain.[2]
- Il principe e il povero (The Prince and the Pauper), regia di  J. Searle Dawley (1909). Secondo le convenzioni teatrali dell'epoca, il doppio ruolo (di bambino) del principe e del povero venne affidato ad una nota attrice teatrale Cecil Spooner che allora aveva 34 anni ed era al suo esordio cinematografico. Il breve cortometraggio contiene anche delle immagini di Mark Twain.[3]
- Il principe e il povero, regia di Edwin S. Porter e Hugh Ford (1915).  Anche nel primo lungometraggio (oggi perduto) del racconto di Twain, per il doppio ruolo (di bambino) del principe e del povero fu scelta un'attrice teatrale Marguerite Clark allora trentaduenne, la quale dopo un'affermata carriera a Broadway era da poco passata con successo al grande schermo.[4]
- The Prince and the Pauper, spettacolo teatrale in 4 atti di Amelie Rives basato sul racconto di Twain (New York, Booth Theatre; 1 novembre - marzo 1921). Nel doppio ruolo di protagonista è l'attrice Ruth Findlay che a 24 anni era già una veterana di Broadway.[5]
- Sua Maestà il re degli straccioni (Prinz und Bettelknabe), regia di Alexander Korda (1920). Per la prima volta ad interpretare il doppio ruolo di protagonista fu chiamato in questo film austriaco un attore bambino, l'ungherese Tibor Lubinszky, che ad undici anni poteva già vantare una carriera di tutto rispetto nel cinema.[6]
- Il principe e il povero (The Prince and the Pauper), regia di William Dieterle e William Keighley (1937). L'avvento del sonoro coincide con quella che rimane tutt'oggi la più nota versione cinematografica del racconto di Twain. Per la prima volta ci si affido' ad una coppia di attori bambini gemelli, Billy Mauch (il povero) e Robert J. Mauch (il principe), già affermatisi in altre pellicole di successo, i quali furono qui affiancati da un cast di star internazionali come Errol Flynn e Claude Rains.[7]
- Il principe e il povero (The Prince and the Pauper) (1955). Prima mini-serie televisiva in 6 episodi di 30m ciascuno, prodotta dalla BBC. Ci si affida ancora ad una coppia di attori bambini gemelli, Tegid e Dwyryd Wyn Jones, nella loro unica interpretazione televisiva.[8]
- The Prince and the Pauper, sceneggiato televisivo di Leslie Slote per la regia di Daniel Petrie. Trasmesso il 28 ottobre 1957 dal CBS Television Network per il programma The DuPont Show of the Month. I ruoli dei due protagonisti sono affidati a due attori bambini di esperienza: Rex Thompson (il principe) e Johnny Washbrook (il povero).[9]
- The Prince and the Pauper, sceneggiato televisivo di Henry F. Greenberg e Richard Alan Simmons, per la regia di David Greene. Trasmesso il 30 ottobre 1960 da NBS Studios per il programma Le grandi fiabe (Shirley Temple's Storybook). Il doppio ruolo di protagonista è affidato ad un attore bambino di esperienza: Peter Lazer.[10]
- Il principe e il povero (The Prince and the Pauper), adattamento di Jack Whittingham, per la regia di Don Chaffey (1962). Presentato dapprima come mini-serie televisiva (3 episodi di un'ora ciascuno) dalla Walt Disney Productions nel marzo 1962 nel programma Walt Disney's Wonderful World of Color e quindi edito come film. Il doppio ruolo di protagonista è interpretato dal quattordicenne Sean Scully, affermato attore bambino del tempo, nel cinema e nel teatro.[11]
- Il principe e il povero (The Prince and the Pauper), regia di Chris Cuddington (1972). Film d'animazione prodotto in Australia da Air Programs International per la televisione.[12]
- Il principe e il povero (The Prince and the Pauper), regia di Barry Letts (1976). Seconda mini-serie televisiva in 6 episodi di 30m ciascuno, prodotta dalla BBC, dopo quella del 1955. Il doppio ruolo di protagonista è questa volta interpretato dall'attore bambino Nicholas Lyndhurst, già affermato interprete di sceneggiati alla televisione inglese.[13]
- Il principe e il povero (Crossed Swords), regia di Richard Fleischer (1977). Nel doppio ruolo di protagonista del film è Mark Lester, uno dei più celebrati attori bambini degli anni '60 ma qui già diciannovenne in una delle sue ultime apparizioni sul grande schermo. Al suo fianco troviamo ancora un cast di star internazionali: Oliver Reed, Raquel Welch, Ernest Borgnine, e Rex Harrison.[14]
- Le più belle favole del mondo (Manga sekai mukashi banashi), serie TV anime antologica, episodi 87-91.
- Il principe e il povero, cortometraggio d'animazione della Walt Disney Pictures diretto da George Scribner (1990). Versione animata della storia con i celebri personaggi della Disney: Topolino (nel duplice ruolo del principe e del povero), Paperino, Pippo, Pluto, Pietro Gambadilegno, ecc.[15]
- Per fortuna c'è un bianco al mio posto (Summertime Switch), regia di Alan Matter (1994). Il film, liberamente ispirato alla storia di Twain ed ambientato in epoca contemporanea, ruota attorno allo scambio di persona tra un ragazzino ricco bianco (interpretato da Rider Strong) e un ragazzino nero povero (Jason Weaver). Entrambi gli interpreti erano tra i più popolari attori bambini della televisione americana degli anni '90.[16]
- Enchanted Tales: The Prince and the Pauper, regia di Diane Eskenazi (1995). Film d'animazione prodotto negli Stati Uniti dalla Golden Entertainment.[17]
- "Principe per un giorno" (1995)
- Il principe e il povero (The Prince and the Pauper), regia di Andrew Morgan (1996). Terza mini-serie televisiva in 6 episodi di 30m ciascuno, prodotta dalla BBC, dopo quelle del 1955 e del 1976. Il doppio ruolo di protagonista è interpretato dall'attore bambino Philip Sarson, alla sua prima apparizione televisiva.[18]
- Il principe e il povero (The Prince and the Pauper), regia di Giles Foster (2000). Questo film, prodotto per la televisione inglese, introduce una coppia di attori bambini gemelli, Jonathan e Thomas Timmins, alla loro prima interpretazione.[19]
- The Prince and the Pauper, balletto del London Children's Ballet (The Peacock Theatre; Londra, 15-18 maggio 2003), coreografia di Irek Muchamedov su musica di Timothy Hammond. In un cast interamente composto da bambini, i protagonisti sono due ballerini quindicenni gemelli, Oliver e Matthew Edwardson.
- Barbie - La principessa e la povera, film d'animazione in CGI diretto da William Lau (2004). Libero adattamento in cui Barbie interpreta il doppio ruolo della principessa Annalisa e della povera sarta Erika.
- Il principe e il povero (A Modern Twain Story: The Prince and the Pauper), regia di James Quattrochi (2007). Il film, inteso come veicolo di successo per la coppia di attori bambini gemelli Dylan e Cole Sprouse, già affermatisi in popolari serie televisive, è una libera trasposizione della storia di Twain nella California contemporanea.[20]
- Prints ja Kerjus (The Prince and the Pauper), opera lirica per bambini prodotta dall'Estonian National Opera (2013). Musica di Priit Pajusaar, su libretto di Aapo Ilves. Scritta in lingua estone e rappresentata per la prima volta a RIga il 26 gennaio 2013, l'opera affida le parti dei protagonisti a due cantanti adulti.[21]

## Influenza culturale

### Fumetti
- In Gundam Origini di Yoshikazu Yasuhiko, Casval Rem Deikum (erede di Zen Deikum) e Char Aznable (il figlio dell'amministrazione della colonia Texas) sono identici d'aspetto meno il colore degli occhi. Durante la storia i due personaggi saranno scambiati svariate volte l'uno con l'altro dagli inseguitori di Casval e useranno la loro somiglianza per sfuggire a vari pericoli. Casval prenderà definitivamente il posto di Char alla fine della vicenda.

### Animazione
L'incipit del romanzo è utilizzato come elemento narrativo in vari prodotti di animazione:
- Ne La Corazzata Yamato, serie animata del 1974 di Leiji Matsumoto, e nel remake del 2012 Space Battleship Yamato 2199, l'umana Yuki Mori e la principessa aliena Yurisha Iscandar sono molto simili nell'aspetto fisico. Questa somiglianza è tale che Yuri Mori sarà considerata proprio Yurisha per un certo periodo (complice la sua amnesia e la sparizione di Yurisha). Con il risveglio di Yurisha le due donne verranno spesso scambiate l'una per l'altra in varie occasioni. Le due donne condividono la stessa doppiatrice.
- In Turn A Gundam, serie animata del 1999 diretta da Yoshiyuki Tomino, si può trovare quasi la stessa medesima vicenda del romanzo. Kihel Heim (figlia di un imprenditore terrestre) e Dianna Soreil (regina della Luna) risultano indistinguibili anche agli occhi dei familiari ed amici più stretti. Per gioco si scambiano di "ruoli", nei piani per un solo giorno, ma eventi oltre il loro controllo porteranno lo scambio a protrarsi per quasi tutta la storia, con Kihel che si ritroverà improvvisamente regina del popolo invasore e Dianna che si ritroverà orfana in un paese in guerra. Le ragazze si continueranno a "scambiare" diverse volte lungo la serie, condividendo non solo l'aspetto fisico, ma anche ideali e linea morale, a tratti si considereranno una sola entità. Alla fine della storia le due si scambieranno definitivamente di ruolo. I due personaggi condividono la stessa doppiatrice.
- Nella puntata 12 "Il principe e lo zingaro" della serie animata La Principessa Zaffiro, Zaffiro incontra un ragazzo uguale a lei di nome Jin che è uno zingaro e i due per una giornata decidono di scambiarsi i ruoli per vedere com'è vivere l'uno nei panni dell'altro.

## Edizioni
- Il principe e il mendico, traduzione di L. Torretta, fregi di Duilio Cambellotti, Milano, Istituto editoriale italiano, 1914, SBN MES0021377.
- Marc Twain, The Prince and the Pauper, collana Scrittori inglesi e americani commentati per le scuole, Ridotto e annotato da Giuseppina Tacconis, Torino, Società Editrice Internazionale, 1931, SBN CUB0697557.
- Mark Twain, Il principe e il povero, collana Libri dei ragazzi, traduzione di Clotilde Massa, Copertina di Miki Pellizzari, Roma, Società Apostolato Stampa, 1945, SBN LIG0004629.
- Mark Twain, Il principe e il povero, collana Sempre verdi, illustrazioni di R. Guizzardi, adattamento di Mary Tibaldi Chiesa, Milano, Editrice Piccoli, SBN RAV0318897.